# Evaluare colegială

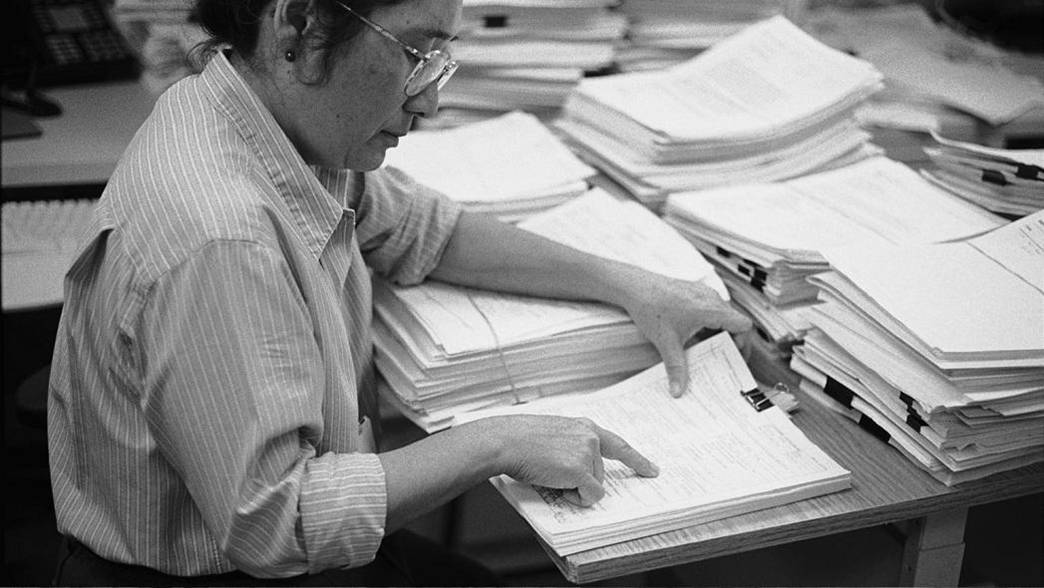
Un referent de la Institutului Național de Sănătate (SUA) evaluează o ofertă de subvenție.

Evaluarea colegială, recenzia colegială sau evaluarea „inter pares” (în engleză peer review) reprezintă evaluarea activității științifice, academice sau profesionale a unei persoane sau a unor lucrări științifice înainte de publicare, de către alte persoane, care lucrează în același domeniu. 
În unele cazuri evaluarea se realizează pe bază de anonimat, adică numele autorului nu este comunicat referenților și numele referenților nu este comunicat autorului. Autorul va fi informat despre recomandările și observațiile referenților în vederea îmbunătățirii calității articolului științific. La propunerea referenților, se poate refuza publicarea articolului.
Evaluarea colegială se poate referi la:
- Evaluarea colegială a cadrelor didactice;
- Evaluarea colegială a programelor de învățământ;
- Evaluarea colegială a unor programe științifice;
- Evaluarea colegială a articolelor științifice și a tezelor de doctorat.